# Фурье (лунный кратер)
Кратер Фурье  (лат. Fourier) — крупный древний ударный кратер в южном полушарии видимой стороны Луны. Название присвоено в честь французского математика и физика Жана Батиста Жозефа Фурье (1768—1830); утверждено Международным астрономическим союзом в 1935 г. Образование кратера относится к нектарскому периоду.

## Описание кратера

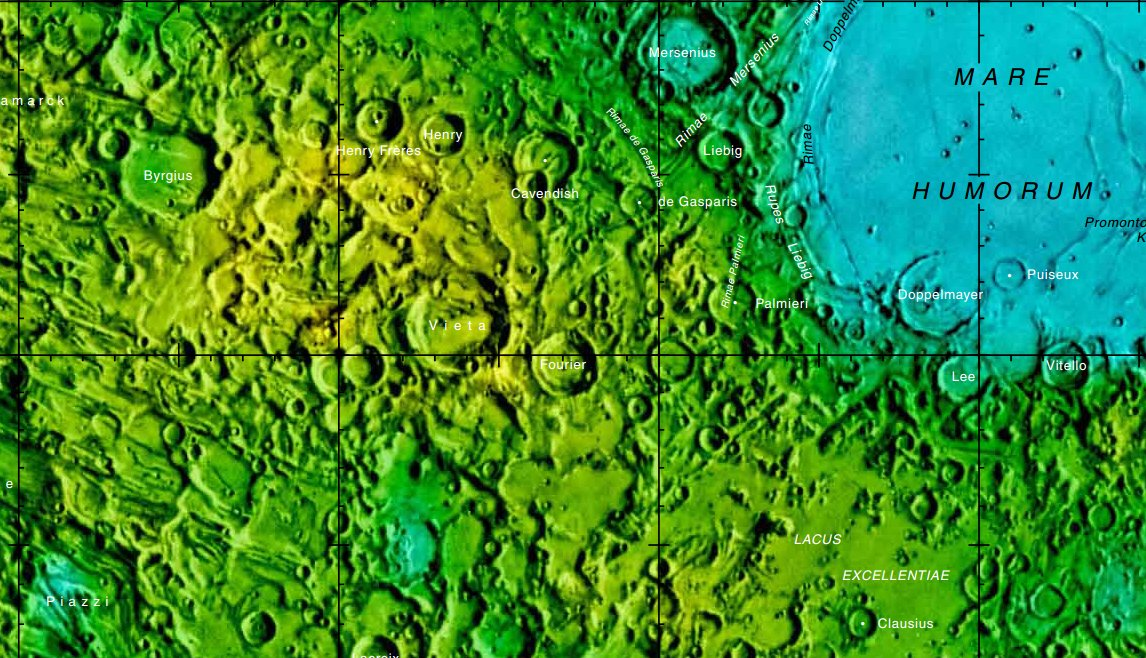
Окрестности кратера Фурье. Фрагмент карты видимой стороны Луны.

Ближайшими соседями кратера Фурье являются кратер Виет на западе-северо-западе; кратер Де Гаспарис на севере-северо-востоке и кратер Пальмьери на востоке-северо-востоке. На севере от кратера находятся борозды Де Гаспариса; на северо-востоке – Море Влажности; на юго-востоке - Озеро Превосходства. Селенографические координаты центра кратера 30°19′ ю. ш. 53°06′ з. д. / 30,31° ю. ш. 53,1° з. д., диаметр 51,6 км, глубина 2980 м.
Кратер Фурье имеет близкую к циркулярной форму с небольшим выступом в северо-восточной части и значительно разрушен. Вал сглажен, юго-восточная часть вала отмечена приметным сателлитным кратером Фурье B. Внутренний склон вала широкий, с сглаженными остатками террасовидной структуры. Высота вала над окружающей местностью достигает 1130 м, объём кратера составляет приблизительно 2100 км³. Дно чаши диаметром в половину диаметра кратера, сравнительно ровное, с отдельными холмами, отмечено двумя приметными маленькими чашеобразными кратерами.

## Сателлитные кратеры
| Фурье | Координаты                                            | Диаметр, км |
| ----- | ----------------------------------------------------- | ----------- |
| A     | 30°12′ ю. ш. 49°40′ з. д. / 30,2° ю. ш. 49,67° з. д.  | 32,5        |
| B     | 30°32′ ю. ш. 52°13′ з. д. / 30,54° ю. ш. 52,21° з. д. | 11,0        |
| C     | 28°34′ ю. ш. 52°02′ з. д. / 28,56° ю. ш. 52,04° з. д. | 13,8        |
| D     | 31°32′ ю. ш. 50°34′ з. д. / 31,53° ю. ш. 50,56° з. д. | 20,2        |
| E     | 28°42′ ю. ш. 50°14′ з. д. / 28,7° ю. ш. 50,23° з. д.  | 14,1        |
| F     | 28°49′ ю. ш. 52°47′ з. д. / 28,82° ю. ш. 52,79° з. д. | 14,4        |
| G     | 29°24′ ю. ш. 51°50′ з. д. / 29,4° ю. ш. 51,84° з. д.  | 10,5        |
| K     | 30°02′ ю. ш. 54°21′ з. д. / 30,04° ю. ш. 54,35° з. д. | 13,1        |
| L     | 30°12′ ю. ш. 52°44′ з. д. / 30,2° ю. ш. 52,74° з. д.  | 4,5         |
| M     | 30°22′ ю. ш. 53°12′ з. д. / 30,37° ю. ш. 53,2° з. д.  | 3,6         |
| N     | 33°28′ ю. ш. 56°35′ з. д. / 33,47° ю. ш. 56,58° з. д. | 9,7         |
| P     | 31°07′ ю. ш. 55°04′ з. д. / 31,12° ю. ш. 55,07° з. д. | 9,6         |
| R     | 34°15′ ю. ш. 51°23′ з. д. / 34,25° ю. ш. 51,38° з. д. | 7,8         |

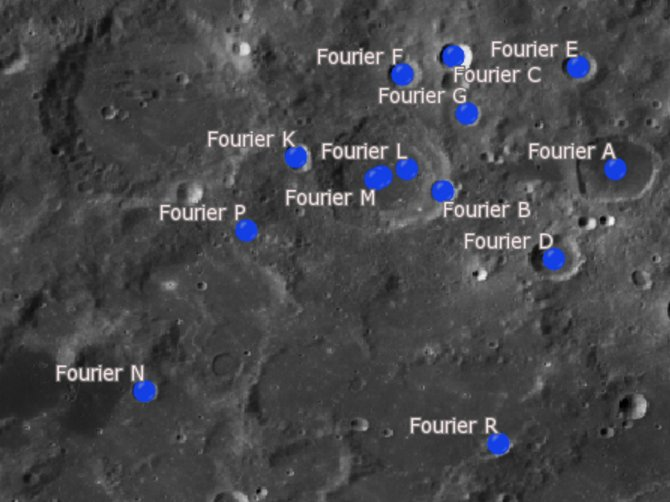
Снимок зонда Lunar Reconnaissance Orbiter.

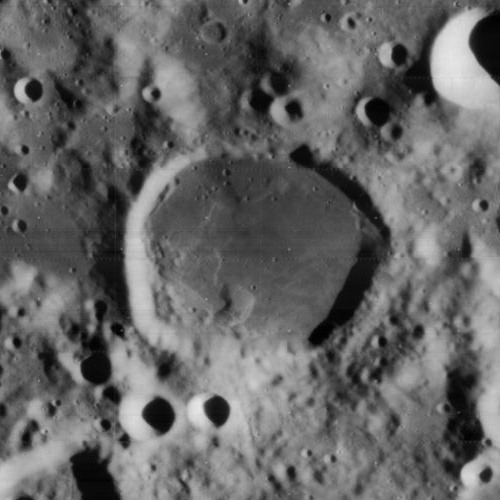
Сателлитный кратер Фурье A. Снимок зонда Снимок зонда Lunar Orbiter - IV.

- Образование сателлитного кратера Фурье A относится к нектарскому периоду[1].
- Сателлитный кратер Фурье E включён в список кратеров с тёмными радиальными полосами на внутреннем склоне Ассоциации лунной и планетарной астрономии (ALPO)[6].

## См.также
- Список кратеров на Луне
- Лунный кратер
- Морфологический каталог кратеров Луны
- Планетная номенклатура
- Селенография
- Минералогия Луны
- Геология Луны
- Поздняя тяжёлая бомбардировка